# Witalij Bruńko
Witalij Petrowycz Bruńko, ukr. Віталій Петрович Брунько (ur. 24 października 1976 w Kijowie) – ukraiński futsalista, grający na pozycji pomocnika lub obrońcy.

## Kariera piłkarska
Wychowanek Szkoły Piłkarskiej Dynamo Kijów. Pierwszy trener Ołeksandr Szpakow. Po rozpoczęciu studiów w Kijowskim Instytucie Budownictwa w 1994 roku rozpoczął swoją karierę piłkarską grając w mistrzostwach pierwszej ligi Ukrainy w zespole uczelni MFK Awal Kijów. W marcu 1995 został zaproszony przez trenera Andrija Holakewycza do wyższoligowego klubu Kyj Kijów. Latem 1996 przeniósł się do Korpii Kijów, w której występował przez 4,5 roku. Latem 2001 przeszedł do MFK Szachtar Donieck. W sezonie 2003/04 bronił barw drużyny Enerhija Czernihów. W 2004 zmienił klub na Enerhię ze Lwowa. W styczniu 2008 przeniósł się do Tajmu Lwów. Podczas przerwy zimowej sezonu 2008/09 odszedł do Metropolitenu Kijów, w którym zakończył karierę piłkarza w roku 2010.

## Kariera reprezentacyjna
Wieloletni reprezentant Ukrainy, barwy której bronił od 1996 do 2007, zdobywając wicemistrzostwo Europy (2003), oraz 4. miejsce Mistrzostw Świata 1996.

## Sukcesy i odznaczenia

### Sukcesy piłkarskie
reprezentacja Ukrainy
- wicemistrz Europy: 2003
- półfinalista mistrzostw świata: 1996
- mistrz świata wśród studentów: 2004
- zdobywca Pucharu Piramid: 2003

Korpija Kijów
- finalista Pucharu Ukrainy: 1998/99

MFK Szachtar Donieck
- mistrz Ukrainy: 2001/02
- wicemistrz Ukrainy: 2002/03
- zdobywca Pucharu Ukrainy: 2002/03
- finalista Pucharu Ukrainy: 2000/01
- 3. miejsce w grupie B półfinałów Pucharu UEFA w futsalu: 2002/03

Enerhija Lwów
- mistrz Ukrainy: 2006/07
- wicemistrz Ukrainy: 2005/06
- finalista Pucharu Ukrainy: 2005/06
- finalista Pucharu Ligi Ukrainy: 2005
- 3. miejsce w grupie D Pucharu UEFA w futsalu: 2007/08

### Sukcesy indywidualne
- wielokrotnie wybierany na listę 15 oraz 18 najlepszych futsalistów Ukrainy

### Odznaczenia
- tytuł Mistrza Sportu klasy międzynarodowej
- członek Klubu Ołeksandra Jacenki: 398 goli